# Juraj Sagan
Juraj Sagan (Žilina, 23 de desembre de 1988) fou un ciclista eslovac, professional des del 2007fins al 2022. Guanyador tres cops del Campionat nacional en ruta.
És el germà gran del campió del món, Peter Sagan.

## Palmarès
- 2006
  - Vencedor d'una etapa a la Copa del President de la vila de Grudziądz
- 2009
  - 1r al Gran Premi Boka
- 2016
  -  Campió d'Eslovàquia en ruta
- 2017
  -  Campió d'Eslovàquia en ruta
- 2019
  -  Campió d'Eslovàquia en ruta
- 2020
  -  Campió d'Eslovàquia en ruta

### Resultats al Tour de França
- 2017. Fora de control (9a etapa)